# Hřbitov Schaerbeek
Hřbitov Schaerbeek (francouzsky Cimetière de Schaerbeek, nizozemsky Begraafplaats van Schaarbeek) je hřbitov pro belgické město Schaerbeek v Bruselském regionu. Leží na území  obcí Evere a vesnice Woluwe-Saint-Étienne (část obce Zaventem), Evereststraat/Rue d'Evere 4.

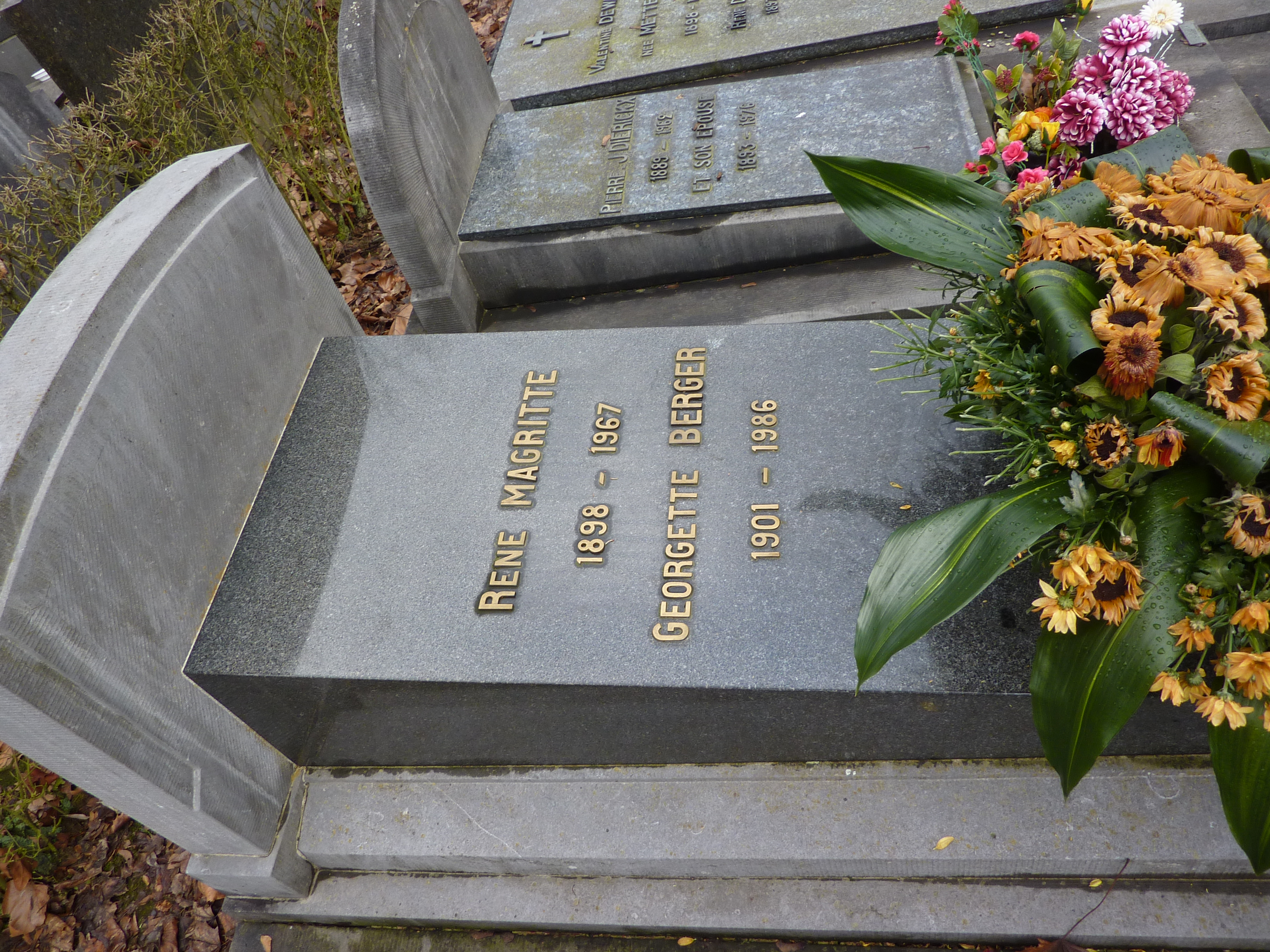
Hrob René Magritta a jeho ženy

Na hřbitově jsou pohřbeny mimo jiné tyto osobnosti:
- Louis Bertrand (1856–1943), politik
- Ernest François Cambier (1844–1909), cestovatel a stavitel železnice
- Henri Jaspar (1870–1939), premiér
- René Magritte (1898–1967), malíř
- Marcel Marien (1920–1993), umělec
- Gabrielle Petit (1893–1916)
- Henry Stacquet (1838–1906), malíř
- Léon Weustenraad (1925–1993), politik